# Celine i Julie odpływają
Celine i Julie odpływają (fr. Céline et Julie vont en bateau) – francuski film surrealistyczny z 1974 roku w reżyserii Jacques’a Rivette’a, wyprodukowany przez Barbeta Schroedera. Zdjęcia kręcono w Paryżu.
Film skupia się na losach dwóch dziewczyn – Céline (Juliet Berto) i Julie (Dominique Labourier) – przeplatając fragmenty z ich codziennego życia z halucynogennymi scenami wodewilowymi. 
Obraz otrzymał Nagrodę Specjalną Jury na MFF w Locarno, głównie ze względu na poetykę przywodzącą na myśl Alicję w Krainie Czarów Lewisa Carrolla, był też porównywany z czasem do znacznie późniejszego filmu Davida Lyncha Mulholland Drive (2001).